# Wildberg (Bade-Wurtemberg)
Pour les articles homonymes, voir Wildberg.
Wildberg est une ville de Bade-Wurtemberg (Allemagne), située dans l'arrondissement de Calw, dans l'aire urbaine Nordschwarzwald, dans le district de Karlsruhe.

## Honneur
L'astéroïde (117506) Wildberg, découvert par Rolf Apitzsch, porte le nom de la ville, où ledit découvreur a son observatoire (de).